# Pietro Farina

Bischofswappen von Pietro Farina

Pietro Farina (* 7. Mai 1942 in Maddaloni; † 24. September 2013 in Pozzilli) war ein italienischer Geistlicher und römisch-katholischer Bischof von Caserta.

## Leben
Pietro Farina studierte nach dem Abschluss am Knabenseminar von Caserta Theologie und Philosophie am Priesterseminar von Benvenuto und am Päpstlichen Französischen Priesterseminar in Rom. An der Päpstlichen Universität Gregoriana graduierte er in Theologie und Sozialwissenschaften. Er empfing 26. Juni 1966 die Priesterweihe für das Bistum Caserta; zudem gehörte er dem Säkularinstitut der Missionare vom Königtum Christi an. Er war langjähriger Pfarrer in Mezzano, Assistent der diözesanen Katholischen Aktion, Rektor des Knabenseminars, Professor am Institut für Religionswissenschaften sowie Generalvikar. Er war Regionaldirektor von Associazione Nazionale San Paolo Italia (ANSPI) sowie Assistent der Movimento Ecclesiale di Impegno Culturale (MEIC). Er engagierte sich für die Fondazione Villaggio dei Ragazzi.
Papst Johannes Paul II. ernannte ihn am 16. Februar 1999 zum Bischof von Alife-Caiazzo. Der Kardinalpräfekt der Kongregation für die Bischöfe, Lucas Moreira Neves OP, spendete ihm am 17. April desselben Jahres die Bischofsweihe; Mitkonsekratoren waren Michele Kardinal Giordano, Erzbischof von Neapel, und Raffaele Nogaro, Bischof von Caserta. Als Wahlspruch wählte er Et resurrexit.
Papst Benedikt XVI. ernannte ihn am 25. April 2009 zum Bischof von Caserta.